# Gôm xịt tóc

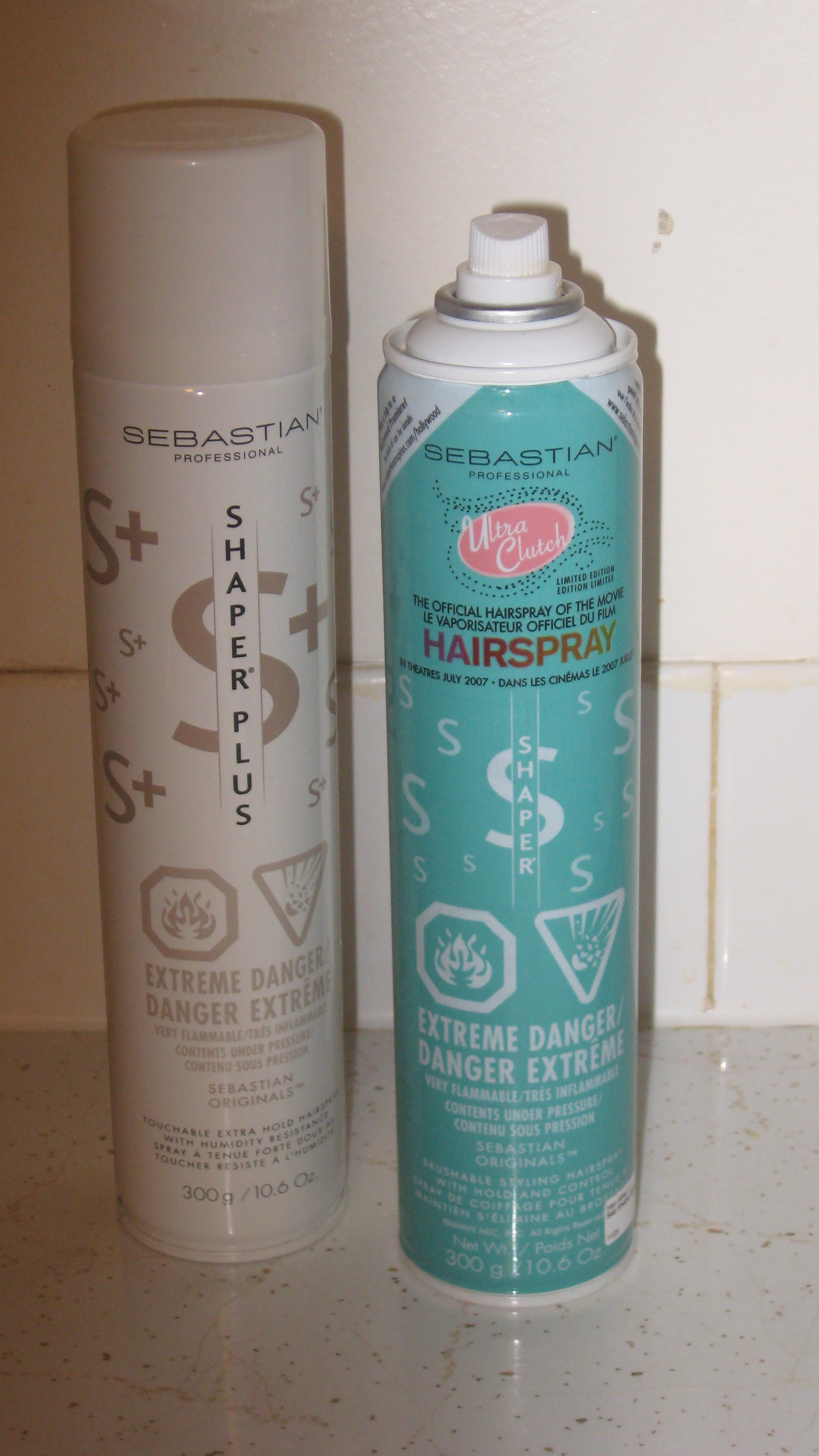
Hai loại gôm xịt tóc hiện đại.

Gôm xịt tóc, hay còn gọi là keo xịt tóc, là sản phẩm mỹ phẩm phổ biến được phun xịt lên tóc để giữ nếp tóc cứng hoặc trong một kiểu tóc nhất định. Gôm xịt phun ra từ vòi phun hoặc miệng bình xịt.
Gôm xịt tóc hiện đại đã được phát triển trong khoảng thời gian bình xịt thiếc vào những năm 1940 và bằng sáng chế đầu tiên diễn tả copolyme cho kiểu tóc đã được xuất bản vào những năm 1940.

## Thành phần và hoạt động
Gôm xịt tóc là sự kết hợp của các polyme công nghiệp đơn giản cung cấp phụ trợ cấu trúc cho tóc. Chúng thường bao gồm copolyme của polyvinylpyrrolidone (PVP) và polyvinyl axetat (PVAc). Hỗn hợp copolyme này thường được cải tiến để đạt được tính chất vật lý mong muốn (độ bền, bọt, v.v...), sử dụng chất làm dẻo như aminomethyl propanol, chất hoạt động bề mặt như benzalkonium chloride và các chất khác như dimethicone.
Các thành phần hoạt chất này chỉ chiếm một phần nhỏ của gôm xịt tóc (bình xịt). Phần lớn bình chứa chứa đầy dung môi dễ bay hơi cần thiết để hòa tan và hóa hơi hỗn hợp copolyme. Chúng bao gồm alcohol đơn như ethanol hoặc tert-butanol để hòa tan các hoạt chất, và dimethyl ether hoặc hydrocarbon hỗn hợp làm nhiên liệu đẩy.
Hỗn hợp copolyme, chất hòa tan và chất đẩy đều có độ bay hơi cao và dễ bắt lửa (như hầu hết các chất phun xịt). Vì lý do này, gôm xịt tóc đã được sử dụng cổ điển để đốt cháy trong các khẩu pháo khoai tây và đã bị các cơ quan an ninh sân bay cấm.

## Lịch sử
Gôm xịt tóc trở nên phổ biến sau khi bằng sáng chế về quá trình xịt và chế tạo bình thiếc phun xịt trong những năm 1940. Người đầu tiên đóng gói là sản phẩm Chase (một nhà sản xuất bình xịt) vào năm 1948, vì ngành công nghiệp làm đẹp đã nhìn thấy rằng bình thiếc phun xịt được sử dụng trong Thế chiến II cho thuốc trừ sâu có thể được sử dụng phân phát như gôm xịt tóc. Nó phát triển và ngày càng trở nên phổ biến và được sản xuất hàng loạt, như kiểu tóc updo và những kiểu tóc khác đã được tạo ra. Đến năm 1964, nó trở thành sản phẩm bán chạy nhất trên thị trường. Tuy nhiên, doanh số bán hàng đã giảm trong những năm 1970 vì kiểu tóc trở nên chiếm ưu thế là tóc thẳng và rời. Vào những năm 1980, sự nổi tiếng của loại tóc đã trở lại khi các kiểu tóc lớn được khôi phục lại với cảnh kim loại hào nhoáng. Ngày nay, gôm xịt tóc được hình thành dạng linh hoạt, trung bình và tối đa vì có nhiều sở thích đối với kiểu tóc tự nhiên.

## Ảnh hưởng có hại
Gôm xịt tóc là một sản phẩm bình xịt chứa nhiều hóa chất độc hại. Do việc phun xịt, gôm xịt tóc rất dễ cháy. Năm 1993, FDA đã đưa ra một tuyên bố cảnh báo để ngăn ngừa hỏa hoạn liên quan đến xịt tóc. Trước tuyên bố này, nhiều vụ hỏa hoạn gây ra do sử dụng sản phẩm này được báo cáo. Hợp chất hữu cơ dễ bay hơi gây ra sương khói, thường có trong loại sản phẩm này. Các hợp chất này, được gọi là CFC, có thể gây hại cho ozon và có liên quan đến sự nóng lên toàn cầu. Những điều này cũng có hại cho con người. Nếu chúng được tích lũy, chúng gây ra chứng buồn nôn và nhức đầu, cũng như các phản ứng dị ứng có thể và cơn hen suyễn. Một chất nguy hiểm khác được có trong xịt tóc là formaldehyd, chất đó được sử dụng ở nồng độ cao hơn để bảo vệ mẫu mô, mẫu vật và tử thi. Bởi do sử dụng để diệt nấm mốc và vi khuẩn tốt, chất này trong xịt tóc giúp tránh các chất gây ô nhiễm tiềm năng. Tuy nhiên, formaldehyd có thể gây ra nhiều vấn đề như chàm, nhức đầu và bệnh hô hấp. Nó cũng là một chất tác nhân gây ung thư.
Phthalate cũng xuất hiện trong gôm xịt tóc để tăng tính đàn hồi của các polyme khác. Nhóm hóa chất này được sử dụng trong gôm xịt tóc để cải thiện việc sử dụng mỹ phẩm. Tuy nhiên, chúng đã được phân loại là các chất độc môi trường và có thể gây dị dạng bẩm sinh. Ngoài ra, các thành phần được dán nhãn là "hương thơm" không cần phải được liệt kê riêng lẻ bởi vì chúng chiếm phần quá nhỏ trong hỗn hợp. Chúng có thể tích tụ và gây ra các vấn đề về sức khoẻ, đặc biệt đối với những người quá mẫn cảm. Các triệu chứng bao gồm yếu cơ, phát ban da, rối loạn tâm trạng, khó thở, nhức đầu và mất phương hướng.